# Boulevard Chanzy
Le boulevard Chanzy est un des axes importants de Montreuil en Seine-Saint-Denis. Il suit le tracé de la route départementale 37.

## Situation et accès
Le boulevard Chanzy est orienté d'ouest en est. Il croise la rue de la Fraternité, la rue Parmentier, marque la fin de la rue Étienne-Marcel et se termine à la place Jacques-Duclos.

## Origine du nom

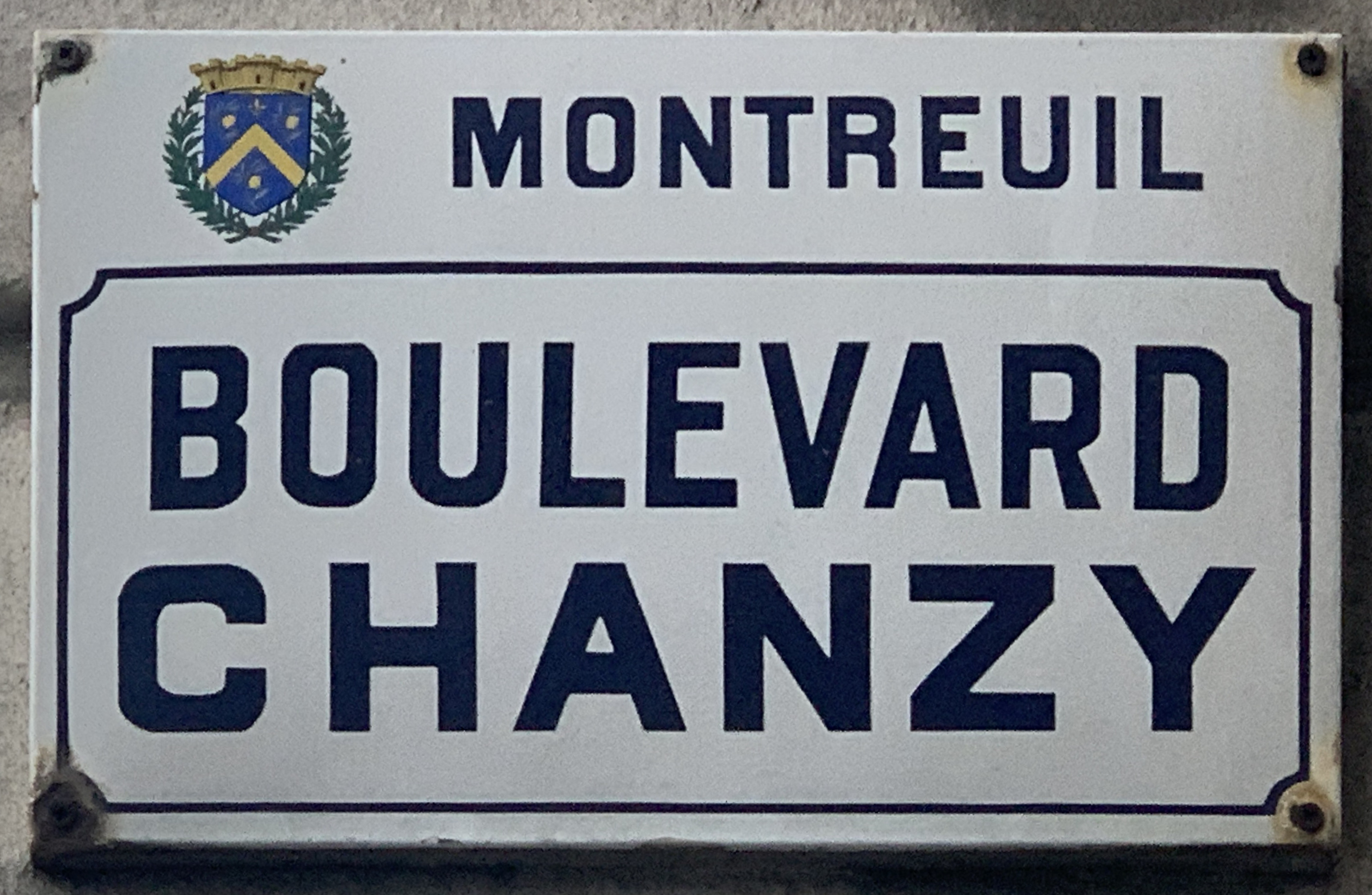
Plaque de la voie.

Le boulevard est nommé en hommage au général Alfred Chanzy.

## Bâtiments remarquables et lieux de mémoire
- Marché de la Croix-de-Chavaux

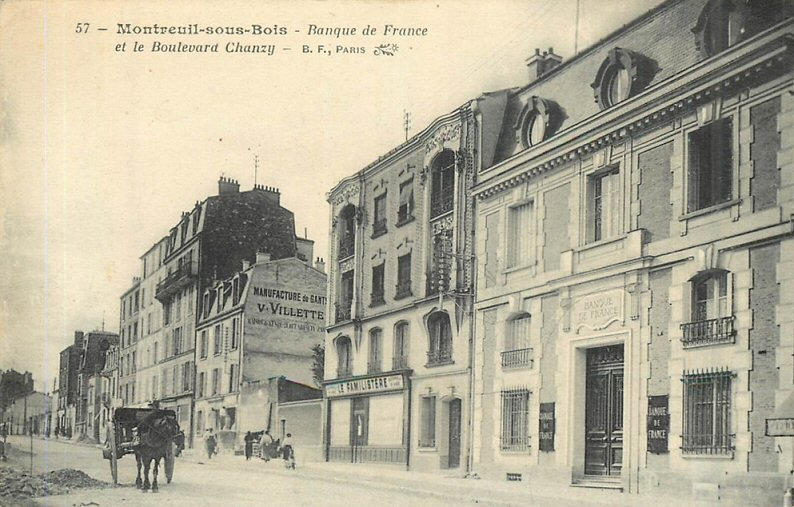
Le boulevard Chanzy à Montreuil.

- Chapelle Saint-Antoine de la Croix de Chavaux
- Station de métro Croix-de-Chavaux
- Usine de matériel d'équipement industriel Matrat, puis Machine Dufour[2], puis Profel-Promat, inscrite à l'Inventaire général du patrimoine culturel[3]
- Église Notre-Dame-de-Pontmain de Bagnolet, côté est